# Port lotniczy Mokuti Lodge
Port lotniczy Mokuti Lodge (IATA: OKU, ICAO: FYMO) – port lotniczy położony w Mokuti Lodge, w Namibii.